# Ласло, Чаба
Чаба Ласло (венг. Csaba László; род. 13 февраля 1964, Одорхею-Секуеск, Харгита) — венгерский футболист и тренер.

## Биография
Родился в венгерской семье на территории румынского города Одорхею-Секуеск. В качестве футболиста никогда не выступал в высших лигах. В раннем возрасте Ласло переехал в Германию, где играл за ряд любительских и полулюбительских командах. Завершил игровую карьеру в 27 лет в Венгрии.
Завершив играть, Ласло поступил на тренерские курсы в Германии. В первое время он работал с малоизвестными коллективами. В 2004 году специалист возглавил венгерский «Ференцварош». Под его руководством команда неплохо проявила себя в Кубке УЕФА, а сам Ласло был признан лучшим футбольным тренером года в стране. Однако в 2005 году из-за финансовых проблем он вынужден был покинуть «Ференцварош». Параллельно Чаба Ласло являлся помощником немца Лотара Маттеуса в сборной Венгрии.
Позднее наставник с разным успехом работал со сборной Уганды, шотландским «Хартсом» и бельгийским «Шарлеруа». В январе 2012 года венгр был назначен на пост главного тренера сборной Литвы. Однако в сентябре следующего года местная федерация футбола приняла решение прекратить сотрудничество со специалистом.
Позднее работал с командами Венгрии, Словакии и Шотландии.

## Достижения

### Личные
- Футбольный тренер года в Венгрии: 2004/05[4]
- Футбольный тренер года в Шотландии: 2008/09[5]